# Kosrae (langue)
Pour les articles homonymes, voir Kosrae (homonymie).
Le kosrae (en anglais Kosraean ; parfois calqué en français kosraéen ; souvent kusaie) est une langue micronésienne parlée dans l'État de Kosrae aux États fédérés de Micronésie. Son classement exact au sein du sous-groupe micronésien est débattu.
Il est parlé par 8 000 locuteurs environ (Johnstone et Mandryk, 2001) dans l'État, 8 570 locuteurs dans le monde entier (îles Carolines, Nauru et États-Unis).
Ses principaux dialectes sont le Lelu-Tafunsak et le Malen-Utwe. Son lexique est similaire à 26 % avec celui du ponapéen.
C'est la langue officielle de l'État éponyme.

## Phonologie
Les consonnes et les voyelles sont : p, pʷ, t, T, k, m mʷ, n ŋ, l, sj, w, r̃, y ; i, u, e, o, ɛ, ɔ et a.
La correspondance avec la norme écrite est la suivante :
- /p/	p
- /pʷ/	pw
- /t/	        d
- /T/	t
- /k/	k
- /sj/	s
- /m/	m
- /mʷ/	mw
- /n/	n
- /ŋ/	g
- /l/ 	l
- /r̃/  	r
- /y/ 	y
- /w/	w
- /i (i:)/   i (ih)
- /u (u:)/ u (uh)
- /e (e:)/ e (eh)
- /ɛ (ɛ:)/ e (eh)
- /o (o:)/ o (oh)
- /ɔ (ɔ:)/ o (oh)
- /a (a:)/ a (ah)

## Expressions utiles
- Bonjour (le matin) :	Lotu wo
- Bonjour (l'après-midi) :	Lwen wo
- Bonsoir :	Ekwe wo
- Bonne nuit :	Fong wo
- Merci :	Kulo
- Bienvenue :	Ke kulang
- Comment ça va ? :	Kom fuhcah
- Au revoir :	Muta
- Pardon :	Sislah koluk
- Beau :	Kato
- Quel est ton nom ? :	Su inem an?
- Je m'appelle… :	Inek pa ...
- Où est… ? :	Piac ...
- Oui :	Aok
- Non :	Mo